# Luis Guadalupe
Luis Alberto Guadalupe Rivadeneyra (Chincha Alta, 3 de abril de 1976) es un exfutbolista y empresario peruano. Como jugador, se desempeñó como defensa. Inició su carrera como jugador juvenil en Universitario de Deportes, al cual llegó a jugar en el primer equipo. En Perú, jugó para León de Huánuco, Real Garcilaso, Universidad César Vallejo, Juan Aurich y Los Caimanes y fue llamado a la selección de fútbol de su país. Por su personalidad carismática y modesta vida, y por su religiosidad fuera del fútbol, Guadalupe es considerado una de las figuras más populares del Perú. Asimismo, su persona ha sido motivo de las más variadas referencias en la cultura popular peruana.
Apodado "Cuto", hizo su debut internacional en 1996 y fue fundamental para ayudar al equipo a ganar la Copa Kirin, la segunda vez que su país ganó el torneo internacional, donde participó en los dos partidos. Sus actuaciones lo llevaron a Europa y finalmente fichó por el KV Mechelen de la Liga Júpiler después de su estadía en Club Atlético Independiente. Después de tres temporadas, volvió a su país por un corto ciclo y retorno al exterior, se unió al Veria F. C., donde pasó media temporada. Más tarde siguió su carrera en el torneo descentralizado, Guadalupe permaneció jugando en su país hasta su retiro donde obtuvo cuatro títulos a nivel nacional (Campeonato Descentralizado 1998, 1999, 2000 y 2011).
Tras su retirada como futbolista, se convirtió en una personalidad televisiva en el Perú, columnista en el diario Trome y publicó su sección: La fe de Cuto. Posterior a su paso por los medios de comunicación social, inauguró su restaurante Cuto 16 el 18 de marzo del 2017 en Lima.

## Trayectoria

### Inicios en Universitario de Deportes
Luis Guadalupe inició su carrera como futbolista en la escuela de fútbol Yo Calidad de la ciudad y puerto de El Callao, luego pasó al Academia Deportiva Cantolao otra escuela de fútbol de la misma ciudad, desempeñándose en ambos equipos como delantero por su físico. A los 13 años de edad, ingresó al equipo juvenil del Universitario de Deportes. En 1995, fue promovido al primer equipo y debutó en la Campeonato Descentralizado el 4 de marzo de ese mismo año con 19 años de edad. Durante la campaña posterior debutó en un torneo internacional, la Copa Libertadores en un encuentro por la fase de grupos ante el Club Sporting Cristal que finalizó con marcador de 2-0 a favor de los cremas. En la temporada 1998, vio mucha más acción y llegó a disputar más partidos en la liga, para finalmente obtener el título del Torneo Apertura y Campeonato Descentralizado.

### Argentina, paso por Europa y vuelta a Perú
En el año 1999, fue adquirido por el Club Atlético Independiente con el consentimiento de César Luis Menotti, El flaco declaró que era un «grandote con habilidad». Eso aumentó el rumor de su firmeza, pero sólo jugó de central, ya que media 1,93. En el Rojo apenas disputó tres partidos por el Apertura 1999 y anotó un gol en Brasil por la Copa Mercosur. Retornó a Universitario a mitad de temporada. Después de jugar cinco partidos del Torneo Apertura como marcador derecho y zaguero central, Guadalupe fue ofrecido al club KV Mechelen de la Liga Júpiler. El entrenador del equipo, Valére Billen, recibió un video con las mejores jugadas de “Cuto” y quedó impresionado. Entonces aprobó el fichaje y se cerró la negociación, viajó a Bélgica junto a Chemo del Solar, quien también fue contratado por el mismo club.
Al final de su contrato, Guadalupe tuvo un nuevo ciclo en Universitario. En aquella temporada, el equipo tuvo una campaña regular, sin embargo no llegó a ocupar ninguno de los primeros puestos. Para el Torneo Clausura el club contó con hasta cuatro técnicos diferentes siendo el último de ellos Juan José Oré y el campeonato finalizó abruptamente tras una huelga generalizada de futbolistas. En 2005, a pesar de haber permanecido como líder la mayor parte del Torneo Apertura, la «U» finalizó en el segundo lugar, siendo superado a última instancia por Cienciano. En la temporada siguiente, bajo la dirección técnica de Jorge Amado Nunes, terminó en el sexto lugar del Torneo Apertura, y empató en el primer puesto en el Torneo Clausura con Cienciano, con quien disputó la definición del título. A pocas fechas de haberse iniciado el Torneo Apertura 2007, Jorge Amado Nunes fue cesado por la anterior dirigencia del club por la oposición que generaba su presencia entre los principales referentes del plantel, Sin embargo, después de las elecciones, la nueva directiva dirigida por Gino Pinasco decidió reinstalar a Nunes, decisión que también supuso la resolución de su contratos así de futbolistas como Piero Alva, Gregorio Bernales entre otros.

#### Desempeño regular y primer ciclo en Juan Aurich
En el 2007, fue contratado sin ningún costo por el Veria F. C. de Grecia. Durante la temporada alternó como suplente. Debutó oficialmente con la camiseta viereña el 10 de octubre en la Copa de Grecia, perdiendo frente al P.A.S. Preveza por 0-3. Cuto solo sumó cinco partidos y regresó al Perú. A puertas del campeonato descentralizado, el recién descendido Juan Aurich anunció el fichaje de Guadalupe, le fue muy complicado establecer y consolidar su permanencia, pues los problemas a nivel dirigencial obligaron a seleccionar técnicos no aptos para el cargo; esto conllevó a que el equipo se ponga al borde del descenso. Guadalupe recordo "para mi fue un compromiso muy grande porque mis compañeros fueron los que apostaron por mí". En el 2009, el equipo terminó primero al final de las treinta primeras fechas; debido a esto para la segunda parte del torneo se ubicó en la liguilla de los impares (A); sin embargo, desacuerdos entre la directiva y el comando técnico devinieron en la renuncia de Franco Navarro; asumiendo entonces como nuevo entrenador el colombiano Luis Fernando Suárez, terminando 2.º en la liguilla A, no pudiendo llegar a jugar el Play Off final, pero finalizando 3.º en el acumulado general del año con 74 puntos, Cuto tuvo problemas personales con el director técnico del Aurich y rescindió su contrato.

### Años históricos en Perú

#### Subcampeón nacional con León de Huánuco
Recaló en el León de Huánuco para la temporada 2010, bajo la conducción técnica de Franco Navarro. Se consagró en la titularidad y a término de las treinta primeras fechas se ubicó en el segundo lugar del torneo, jugando la liguilla como cabeza del grupo de los pares con 56 puntos. El 10 de noviembre en Arequipa jugó un partido clave ante Melgar. No obstante, minutos antes de que arranque la brega, el plantel se enteró de que Aurich, su más cercano perseguidor, había caído en Piura. Dicho resultado, pues, se convirtió en un hito histórico para el pueblo huanuqueño: el equipo obtuvo automáticamente la clasificación a la Copa Libertadores, primer certamen internacional de los huanuqueños en su historia. León disputó con la Universidad San Martín la primera final en Huánuco empatando 1-1; en el partido de vuelta en el Monumental, la San Martín se impuso 2-1, de esta forma su equipo obtuvo el subcampeonato nacional. Esa temporada fue figura junto a Luis Alberto Perea, Ronaille Calheira, Luis Cardoza y Gustavo Rodas.

#### Segunda etapa en Juan Aurich y campeón nacional

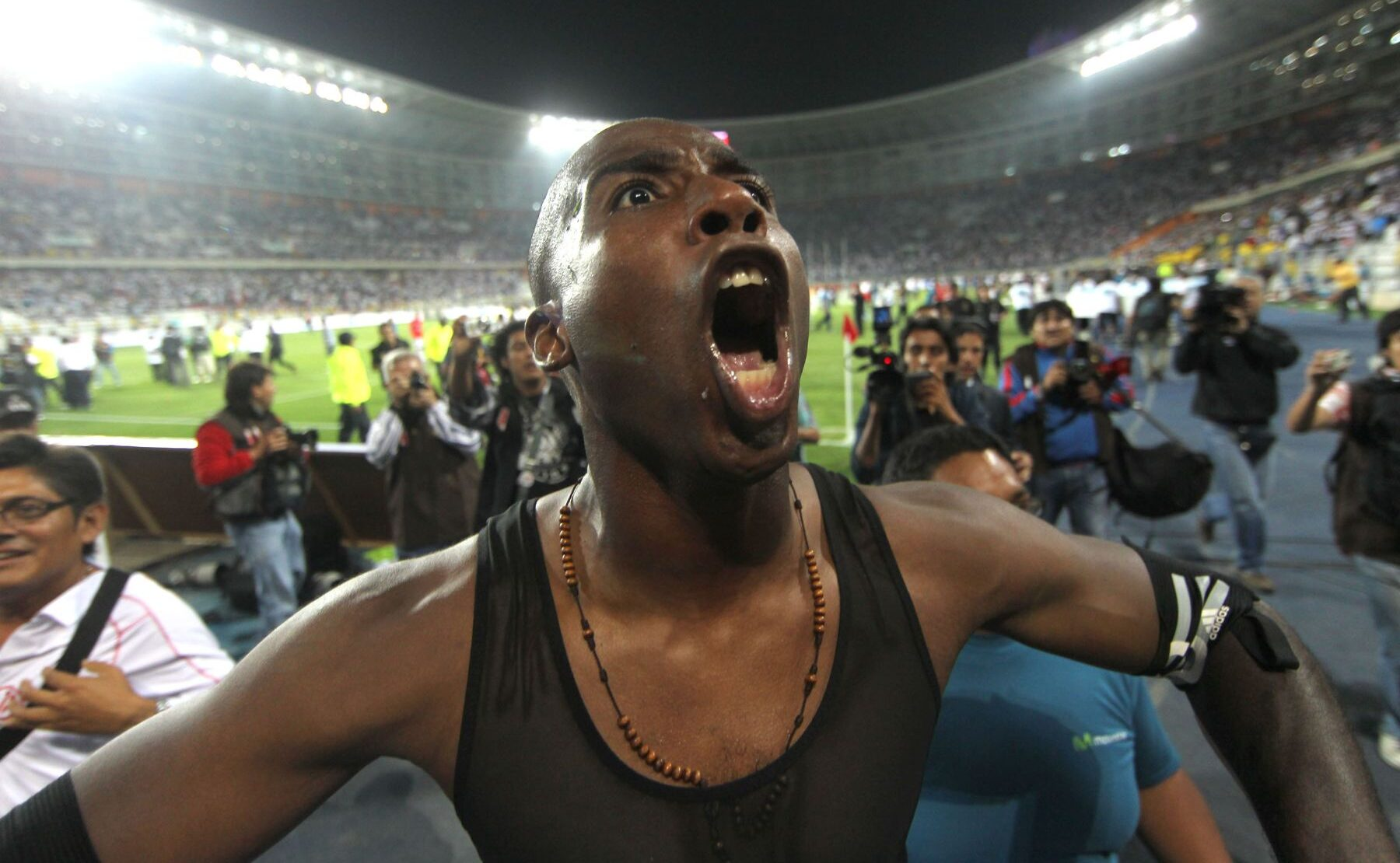
Guadalupe celebrando el título de la Primera División del Perú con el Club Juan Aurich

Tras su buena temporada en el cuadro crema fue fichado por Juan Aurich e iniciando un nuevo ciclo en el equipo dirigido por Diego Umaña. Se ganó la titularidad y siendo capitán del Juan Aurich, fue campeón del fútbol peruano, en tanda de penales ante Alianza Lima, en un encuentro disputado en el Estadio Nacional del Perú el 14 de diciembre de 2011. Previo a la celebración fue entrevistado por un grupo de periodistas y declaró: 
«La fe, la fe, la fe es lo más lindo de la vida, el de arriba es lo más lindo de la vida, allá los incrédulos. Yo gracias a Dios estoy donde estoy gracias a Él. Yo la camiseta que la defiendo, la voy a defender con mi vida mas allá que mi pasado crema. ¡No me gustan las injusticias!, ellos hicieron trafa...no querían jugar a las 4, querían jugar a las 5. Que el permiso... no que el otro... yo tengo 35 años y quiero jugar otro partido, estos muchachos tienen 18, 20 años terminan acalambrados, querían un par de días para recuperarse...¡tengo 35 años y quiero jugar otro partido, imaginate!...ah, soberbios, soberbios. (...) La humildad, ¡Hoy voy a comerme una carapulcra con sopa seca!»
Ese fue su segundo título profesional para Guadalupe, formó parte del primer equipo saliendo campeón esa temporada. Además formó parte del primer plantel del Club Juan Aurich que campeono por primera vez en la Primera División del Perú y el primer club fuera de la Región de Lima en ganar el Torneo Descentralizado desde FBC Melgar en 1981.
En la segunda temporada, 2012, en los primeros 15 partidos el equipo había conseguido el 89% de los puntos, sin embargo a poco del final el desempeño del equipo comenzó a decaer y varias derrotas decisiva, fueron determinantes para que ese otro equipo consiguiera la liga. El Aurich se ubicó en la cuarta ubicación, a quince puntos del puntero. Muchos apoyaron al equipo por su trayectoria durante el torneo, ya que al finalizar la temporada, en el ranking anual elaborado por la Federación Internacional de Historia y Estadística de Fútbol, (IFFHS), el equipo chiclayano fue el club peruano mejor posicionando en el ranking mundial, ocupando el puesto 139 de los 400 en la lista.

#### Ciclo en Real Garcilaso
En enero de 2013 Guadalupe fichó por el Real Garcilaso debido a temas familiares y la clasificación histórica del club a la Copa Libertadores, además de la confianza de la directiva y del entrenador peruano Fredy García Loayza, entonces entrenador del conjunto cusqueño. Debutó oficialmente con el conjunto sevillano el 9 de enero, en partido correspondiente a la primera fecha de Liga. Curiosamente, el rival del Sevilla fue el Alianza Lima, el mismo club ante el que había jugado clásicos en su pasado crema.
Tras un buen inicio de temporada, Luis empezaría a restablecerse su físico debido a su longevidad deportiva. La temporada 2013 fue muy exitosa para el Real Garcilaso. Nuevamente en lo personal consiguió el subcampeonato en la liga, curiosamente ante su ex-equipo, el Club Universitario de Deportes. Sin embargo, el logro más importante llegaría en el plano internacional, al conseguir una ubicación histórica en la Copa Libertadores. En cuartos de final, dejaron el camino a la victoria ante el Independiente Santa Fe de Wilson Gutiérrez, disputada los días 22 y 28 de mayo de 2013. El primer partido lo ganó Santa Fe, en el Inca Garcilaso, por 1 a 3, mientras que el segundo finalizó con una derrota de dos goles en contra. Pese a esta derrota, el Real Garcilaso quedó entre los ocho mejores equipos de Sudamérica. La alegría también se trasladaría al plano nacional, en agosto de ese año el ranking de clubes de la IFFHS, lo ubicó como el mejor equipo peruano y su puesto a nivel mundial fue el 103.
Tras su último partido, culminó su contrato con el club cusqueño. Guadalupe jugó un total de 34 partidos de La Liga. Además en Copa sumó ocho partidos jugados a nivel internacional. En total fueron 42 partidos. El Real Garcilaso acabó La Liga en primera posición con 57 puntos en la tabla acumulada.

### Temporada en César Vallejo
Al inicio de 2014 se cuenta con Franco Navarro como nuevo técnico y un casi renovado plantel. El equipo trujillano tuvo su primer partido del año en Ecuador contra el Barcelona en la noche amarilla que termina en un empate. Su otro gran partido tuvo lugar en Trujillo contra el Olimpia en la noche poeta venciendo al equipo paraguayo y presentando un equipo de alta jerarquía.
En el ámbito local, finalizó segundo del grupo B, a un punto de entrar a la final del Torneo del Inca, hecho que motivo al equipo a continuar con el trabajo hacia objetivos grandes. Guadalupe jugó veinte partidos de liga y su equipo terminó octavo en el acumulado del torneo peruano. En el ámbito internacional, disputó la Copa Sudamericana, llega hasta los cuartos de final, colocándose entre los 8 mejores equipos del torneo, hecho histórico para el club y la ciudad de Trujillo.

### Retiro del fútbol con Los Caimanes
Para la temporada 2015, Luis Guadalupe llegó a un contrato con el Centro Cultural Deportivo Los Caimanes, previo a ello anuncio de esta que sería su última etapa como futbolista profesional y según expresó, «Hay un acercamiento con la directiva de Juan Aurich con la idea de poder jugar mi último año y retirarme del fútbol. Como se dice criollamente el próximo año pienso colgar los chimpunes». Junto a él llegaron al plantel los futbolistas Johnny Vegas, Mario Gómez, Michael Guevara y Maximiliano Antonelli.
A pesar del plantel vistoso el cuadro reptil tuvo un inicio dubitativo de la mano de Claudio Techera en la dirección técnica, derrotas ante Comerciantes Unidos, Deportivo Coopsol y Sport Boys hicieron que el equipo de Puerto Eten ceda terreno y devinieron en la salida de Techera y la contratación de Marcial Salazar es así que el equipo logra un repunte importante alcanzando así un meritorio subcampeonato y demostrando ser un club de jerarquía en Segunda División del Perú.

## Selección nacional
Fue internacional con la selección de fútbol del Perú en 16 ocasiones. Debutó el 7 de marzo de 1996, en un encuentro ante la selección de Bolivia que finalizó con marcador de 2-0 a favor de los bolivianos.

### Participaciones en Copa América
| Copa              | Sede     | Resultado        |
| ----------------- | -------- | ---------------- |
| Copa América 1999 | Paraguay | Cuartos de final |

## Clubes
| Título                    | Club      | País        |
| ------------------------- | --------- | ----------- |
| Universitario de Deportes | Perú      | 1995 - 1999 |
| Independiente             | Argentina | 1999        |
| Universitario de Deportes | Perú      | 2000        |
| K. V. Malinas             | Bélgica   | 2000 - 2003 |
| Universitario de Deportes | Perú      | 2003 - 2007 |
| Veria F. C.               | Grecia    | 2007        |
| Juan Aurich               | Perú      | 2008 - 2009 |
| León de Huánuco           | Perú      | 2010        |
| Juan Aurich               | Perú      | 2011 - 2012 |
| Real Garcilaso            | Perú      | 2013        |
| Universidad César Vallejo | Perú      | 2014        |
| Los Caimanes              | Perú      | 2015        |

## Palmarés

### Campeonatos nacionales
| Título                    | Club                      | País | Año  |
| ------------------------- | ------------------------- | ---- | ---- |
| Primera División del Perú | Universitario de Deportes | Perú | 1998 |
| Primera División del Perú | Universitario de Deportes | Perú | 1999 |
| Primera División del Perú | Universitario de Deportes | Perú | 2000 |
| Primera División del Perú | Juan Aurich               | Perú | 2011 |

### Copas internacionales
| Título     | Equipo             | País | Año  |
| ---------- | ------------------ | ---- | ---- |
| Copa Kirin | Selección del Perú | Perú | 2005 |

### Distinciones individuales
| Distinción                                  | Año  |
| ------------------------------------------- | ---- |
| Equipo ideal del Campeonato Descentralizado | 2011 |
| Mejor defensa del Descentralizado           | 2011 |